# Nogometni Klub Čelik Zenica
Il NK Čelik Zenica (come completo Nogometni Klub Čelik) è una società calcistica bosniaca con sede nella città di Zenica. È stata fondata nel 1945 e milita nella Prva liga Federacije Bosne i Hercegovine, la seconda divisione del campionato di calcio bosniaco.
La parola Čelik in bosniaco significa "Acciaio", termine che vuole simboleggiare la potenza del club e della città: Zenica, infatti, è un'importante città industriale ben conosciuta nell'Europa Orientale.

## Palmarès

### Competizioni nazionali
- 2. Savezna liga: 4

1965-1966 (girone ovest), 1978-1979 (girone ovest), 1982-1983 (girone ovest), 1984-1985 (girone ovest)
- Republička liga Bosne i Hercegovine: 1

1953-1954
- Campionato bosniaco: 3

1994-1995, 1995-1996, 1996-1997
- Coppa di Bosnia: 2

1994-1995, 1995-1996
- Druga Liga Federacije Bosne i Hercegovine: 1

2022-2023

### Competizioni internazionali
- Coppa Mitropa: 2

1970-1971, 1971-1972
- Coppa Intertoto: 1

1975

### Competizioni giovanili
- Omladinski kup Jugoslavije u nogometu: 1

1974-1975

### Altri piazzamenti
- 2. Savezna liga:

Secondo posto: 1962-1963 (girone ovest)
Terzo posto: 1981-1982 (girone ovest)
- Campionato bosniaco:

Secondo posto: 1997-1998
Terzo posto: 2007-2008
- Coppa di Bosnia:

Finalista: 2010-2011, 2013-2014
Semifinalista: 1996-1997, 2001-2002, 2006-2007
- Supercoppa della Bosnia ed Erzegovina:

Finalista: 1997
- Coppa Mitropa:

Finalista: 1972-1973
Secondo posto: 1979-1980

## Statistiche e record

### Statistiche nelle competizioni UEFA
Tabella aggiornata alla fine della stagione 2018-2019.
| Competizione    | Partecipazioni | G | V | N | P | RF | RS |
| --------------- | -------------- | - | - | - | - | -- | -- |
| Coppa Intertoto | 2              | 6 | 4 | 0 | 2 | 11 | 9  |

## Rosa 2014-2015
| N. |                                 | Ruolo | Calciatore         |
| -- | ------------------------------- | ----- | ------------------ |
| 2  | Bosnia ed Erzegovina (bandiera) | D     | Harun Huseinspahić |
| 3  | Bosnia ed Erzegovina (bandiera) | C     | Vladimir Grahovac  |
| 4  | Bosnia ed Erzegovina (bandiera) | D     | Zlatko Kazazić     |
| 5  | Bosnia ed Erzegovina (bandiera) | D     | Renato Gojković    |
| 6  | Bosnia ed Erzegovina (bandiera) | C     | Ognjen Radulović   |
| 7  | Bosnia ed Erzegovina (bandiera) | C     | Armin Duvnjak      |
| 8  | Bosnia ed Erzegovina (bandiera) | C     | Anel Dedić         |
| 9  | Bosnia ed Erzegovina (bandiera) | A     | Namir Alispahić    |
| 10 | Bosnia ed Erzegovina (bandiera) | C     | Amer Osmanagić     |
| 11 | Bosnia ed Erzegovina (bandiera) | A     | Vernes Selimović   |
| 12 | Bosnia ed Erzegovina (bandiera) | P     | Salih Hinović      |
| 13 | Bosnia ed Erzegovina (bandiera) | D     | Jovo Kojić         |

| N. |                                 | Ruolo | Calciatore       |
| -- | ------------------------------- | ----- | ---------------- |
| 14 | Serbia (bandiera)               | C     | Nikola Simić     |
| 15 | Bosnia ed Erzegovina (bandiera) | A     | Marin Popović    |
| 16 | Bosnia ed Erzegovina (bandiera) | C     | Dženan Bureković |
| 17 | Bosnia ed Erzegovina (bandiera) | A     | Haris Ribić      |
| 20 | Croazia (bandiera)              | D     | Darko Mišić      |
| 21 | Croazia (bandiera)              | C     | Petar Bašić      |
| 22 | Bosnia ed Erzegovina (bandiera) | D     | Eldar Kavazović  |
| 23 | Bosnia ed Erzegovina (bandiera) | P     | Belmin Čurić     |
| 24 | Bosnia ed Erzegovina (bandiera) | D     | Vedad Jaganjac   |
| 25 | Bosnia ed Erzegovina (bandiera) | P     | Adi Adilović     |
|    | Bosnia ed Erzegovina (bandiera) | P     | Semir Bukvić     |
|    | Bosnia ed Erzegovina (bandiera) | C     | Ognjen Đelmić    |